# Țuca Zbârcea & Asociații
Țuca Zbârcea & Asociații este o societate de avocatură, cu sediul central în București, România. Majoritatea operațiunilor se desfășoară la biroul central din București, însă firma este prezentă și în Cluj-Napoca, Madrid – Spania și Chișinău - Republica Moldova, unde este prezentă prin intermediul unei afilieri cu o firmă locală. Firma este recunoscută și pentru colaborările similare în vederea acordării de servicii de asistență juridică investitorilor israelieni și chinezi

## Istoric
- Țuca Zbârcea & Asociații a fost fondată în anul 2005 sub denumirea de Țuca & Asociații, de către 8 parteneri care au fost asociați anterior unei alte case de avocatură importante din România.
- În anul 2006, avocatul Gabriel Zbârcea se alătură echipei, având calitatea de Managing Partner, iar numele societății se schimbă în Țuca Zbârcea & Asociații.
- În anul 2007, se deschide alături de biroul din București, un birou secundar la Cluj-Napoca, România, în asociere cu o firma locală – Șomlea & Asociații.
- În anul 2009, a fost constituită TZA Insolvență S.P.R.L. În același an, Țuca Zbârcea & Asociații deschide un birou de reprezentanță în Madrid.
- În 2010, firma devine prezentă în Chișinău, printr-un parteneriat cu firma de avocatură Țurcan Cazac, lider al pieței de avocatură de business din Republica Moldova.
- În 2012, Țuca Zbârcea & Asociații înființează Țuca Zbârcea & Asociații Tax SRL. Această entitate funcționează cu o echipă de 10 consultanți fiscali, cu experiență acumulată în Big4 și în Ministerul Finanțelor Publice, precum și avocați specializați în contencios fiscal.
- În 2015, Țuca Zbârcea & Asociații anunță colaborări cu avocați din Israel și China, în contextul în care o serie de investitori din aceste zone s-au arătat interesați de potențialul de afaceri din România.
- În 2016, Țuca Zbârcea & Asociații are o echipă formată din 110 de avocați și 60 de angajați care formează personalul tehnico-administrativ.
- În 2017, firma anunță 4 promovări interne la statut de Partener, numărul membrilor în echipa de conducere ajungând la 29 avocați asociați.

## Recunoașteri recente
- „Law Firm of the Year: Romania” (IFLR European Awards 2016) http://www.bizlawyer.ro/stiri/viata-firmelor/tuca-zbarcea--asociatii-doua-premii-in-cadrul-iflr-european-awards-2016
- „M&A Deal of the Year” (IFLR European Awards 2016) http://www.bizlawyer.ro/stiri/viata-firmelor/tuca-zbarcea--asociatii-doua-premii-in-cadrul-iflr-european-awards-2016
- „Law Firm of the Year: Romania” (The Lawyer European Awards 2016)[1]
- „Game Changer of the Past 10 Years - outside the UK” (The Financial Times Innovative Lawyers Report 2015)[2];
- „National Champion for Romania” (The European Business Awards 2015)[3];
- „Energy Law Firm of the Year Award” (The Diplomat Romanian Energy Awards Gala 2015)[4];
- „Law Firm of the Year Award: Romania” (Chambers Europe Awards 2014)[5];
- „Law Firm of the Year Award: Romania” (The Lawyer European Awards 2014)[6];
- „Law Firm of the Year in Real Estate” (CiJ Awards Gala 2013)[7];
- „Best Law Firm in Romania” (IFLR European Awards 2012)[8];
- „Best Managed Workplace” (MPF European Leadership Awards 2012)[9]
- „Law Firm of the Year” (Chambers Europe Awards for Excellence 2010)
- „Firma de Avocatură a Anului pentru Europa de Est și Balcani” (The Lawyer European Awards 2010)
- „Cea mai inovatoare casă de avocatură din Europa Continentală” (Financial Times 2009)

## Concurenți
Concurenții principali sunt Mușat & Asociații, Nestor Nestor Diculescu Kingston Petersen (NNDKP) și Popovici Nițu & Asociații.